# Protis arctica
Protis arctica är en ringmaskart som först beskrevs av Hansen 1879.  Protis arctica ingår i släktet Protis och familjen Serpulidae. Arten har ej påträffats i Sverige. Inga underarter finns listade i Catalogue of Life.